# Victoire Tuaillon
Pour les articles homonymes, voir Tuaillon.
Victoire Tuaillon est une journaliste et autrice française, née le 25 août 1989 à Paris.
Elle a créé et a notamment animé jusqu'à 2024 le podcast Les Couilles sur la table, qui s’intéresse à la construction des masculinités d’un point de vue féministe, sur Binge Audio.

## Biographie

### Jeunesse et études
Née le 25 août 1989 à Paris, Victoire Tuaillon est la fille d’une guide touristique et d’un médecin ; elle a trois frères et trois sœurs. Elle est scolarisée dans « une pension aux méthodes pédagogiques avancées où chaque élève allait à son rythme. […] C’était un peu inspiré des méthodes Montessori mais à la sauce catholique ».
Elle est notamment la sœur de l'avocate Élodie Tuaillon-Hibon.
Elle obtient son baccalauréat économique et social avec mention très bien au lycée Grandmont à Tours et découvre le manifeste féministe King Kong Théorie de Virginie Despentes sur les conseils de sa sœur aînée, Élodie. Elle entre ensuite à l'Institut d'études politiques de Paris et part faire sa troisième année aux États-Unis, à vingt ans. Elle étudie la photographie et l’écriture de fiction à l’université de Caroline du Nord à Chapel Hill. Elle vit alors en colocation avec cinq filles à Carrboro, ville qu’elle qualifie de « repaire de hippies ». En septembre 2010, elle rentre en France pour intégrer l’école de journalisme de Sciences Po en master. Elle effectue alors un en apprentissage à France Télévisions en 2011, qu'elle poursuivra pendant deux ans,.
Après ses études, elle devient éleveuse de chèvres en Andalousie, au sein d'une communauté autogérée de 200 personnes. « Je me levais à 5 h 45, je mettais ma combinaison bleue, mes bottes et j'allais traire une cinquantaine de chèvres », raconte-t-elle. Elle y reste pendant un an. Puis, pour des raisons familiales, elle revient en France, devient professeure d’histoire-géographie en anglais au lycée Saint-Cyr de Nevers et travaille comme serveuse,.

### Carrière journalistique
Elle commence sa carrière dans le journalisme en décembre 2014 au quotidien La Montagne, puis signe en août 2015 un CDI à La Grande Librairie sur France 5. Elle en part en février 2017 pour développer des projets plus personnels.
Elle se fait rapidement remarquer pour Et là, c'est le drame, un reportage diffusé sur Arte radio dans lequel elle enquête sur la façon de parler des journalistes à la télévision. Elle y raconte les difficultés rencontrées par les étudiants pour « trouver leur voix de JT » et questionne Pascal Doucet-Bon, ex-rédacteur en chef du 20 heures de France 2, sur le formatage journalistique.
Elle est repérée par Joël Ronez, cofondateur de Binge Audio et lance le podcast Les Couilles sur la table en septembre 2017.
Émilie Grangeray, dans le quotidien Le Monde, qualifie Les Couilles sur la table de « crème de la crème des podcasts féministes » avec La Poudre de Lauren Bastide sur Nouvelles Écoutes et Un podcast à soi de Charlotte Bienaimé sur Arte radio.
D’octobre 2017 à septembre 2018, elle anime la série de podcasts La Bonne Graine, produite par Binge Audio et l'université Paris-Saclay. En trois saisons de huit épisodes chacune, elle « part à la rencontre d’étudiant·e·s de masters qui préparent l’avenir et le monde de demain ». Le programme est réalisé sous la direction éditoriale de Julien Cernobori, créateur de la série Superhéros et directeur artistique de la plateforme de podcast.
Elle anime également le podcast Du sport, série de huit épisodes coproduite par le Syndicat national de l'éducation physique (Snep-FSU).
En octobre 2019, elle publie le livre Les Couilles sur la table qui synthétise les 45 épisodes du podcast. Elle dit qu'elle « montre dans le livre qu'être un homme est d’abord une construction, qu'ensuite c'est un ensemble de privilèges, que c'est une exploitation et enfin, c'est aussi l'usage légitime de la violence ».
Le 11 février 2021, elle lance un nouveau podcast intitulé Le Cœur sur la table, produit par Binge Audio. Elle y explore les nouvelles formes d'amour, en interrogeant les normes culturelles et sociales qui le façonnent, tout en réfléchissant à des formes de relation basées « sur l'honnêteté et le respect », loin des modèles traditionnels tels que le couple hétérosexuel ou le mythe du prince charmant venu sauver sa princesse.
En décembre 2024, Binge Audio, en redressement judiciaire depuis plusieurs mois, licencie Victoire Tuaillon pour raison économique,.

## Publications
- Les Couilles sur la table, Binge Audio, 17 octobre 2019, 256 p. (ISBN 978-2491260002)
- Le Cœur sur la table : pour une révolution romantique, Binge Audio, 12 octobre 2021, 304 p. (ISBN 978-2491260057), réédition Points  (ISBN 978-2-7578-9255-8)

## Distinctions
- Q d'or du podcast 2022 décerné par l'émission Quotidien (TMC) pour Les Couilles sur la table[16]
- Grand prix Nova 2019 de la fiction radio — Médaille d'argent pour Mental FM
- Prix du podcast de conversation au « Paris Podcast Festival » 2018[9]
- Prix de l'essai féministe de Causette — Prix du public[17]